# Nostradameus
Nostradameus — гурт зі шведського Гетеборга. Була сформована у 1998 році і активна по сьогоднішній день. Їх останній реліз вийшов у 2009 році і називається Illusion's Parade.

## Учасники

### Діючі
- Freddy Persson — вокал
- Jake Fredén — гітара
- Lennart Specht — гітара
- Thomas Antonsson — бас-гітара
- Esko Salow — ударні

### Колишні
- Michael Åberg — гітара
- Erik Söderman — гітара
- Gustav Nahlin — ударні
- Jesse Lindskog — ударні

## Історія
Історія цього шведського колективу почалася 12 травня 1998, коли Фредді Перссон і Джейк Фредонії сиділи в машині і слухали музику в стилі «Helloween», «Iron Maiden» і «Judas Priest». Саме тоді їм і спала на думку ідея організувати свою команду, яка продовжує традиції мелодійного хеві-метала. До того часу Джейк вже грав з дез-гуртом «Vapid», в якій був талановитий барабанщик Густав. Хлопці упросили його приєднатися до нового проєкту, але залишалося знайти ще одного гітариста. Проблема вирішилася швидко, і вакансію посів ще один спільний знайомий, Ерік Содерман (до речі, теж учасник «Vapid»). З басистом було важче, тому довелося Фредді взяти ці обов'язки на себе. Раніше він грав тільки на гітарі, але після кількох репетицій освоїв і бас.
Незабаром «Nostradameus» взяли участь у двох рок-акціях, що проходили у них в місті, на одній з яких команду запримітив Магнус Лундбок, глава лейблу «Gain Productions». Магнус поцікавився, чи є у гурту яке-небудь демо, і, отримавши від здивованих музикантів негативну відповідь, запропонував їм попрацювати в його студії. У результаті в грудні 1998 року вже була готова перша плівка, яку музиканти розіслали п'яти німецьким звукозаписним фірмам. Через пару тижнів прийшла позитивна відповідь від «AFM Records», з якою і був укладений контракт у квітні 1999 року. Протягом весни і літа 1999-го гурт займався підготовкою матеріалу для свого першого альбому. А вже в листопаді «Nostradameus» приступили до студійної роботи. Зведення записи вирішено було робити в гельсінської «Finnvox Studio». Результат під назвою «Words Of Nostradameus» отримав відмінні відгуки [джерело не вказане 4434 дні]. Але до того часу Густав і Ерік вирішили покинути гурт, вирішивши, що вона забирає у них надто багато часу. Не дуже — то розстроєні Фредді і Джейк взялися шукати нових партнерів. Першим, з ким вони увійшли в контакт, став Майкл Аберг, талановитий гітарист, грав у гурті під назвою «MMM». Заручившись його згодою приєднатися до «Nostradameus», гурт продовжив пошуки ударника.
Незабаром після цього Джейку попалося на очі оголошення, що свідчило що «барабанщик бажає взяти участь у якому-небудь хард-роковому або метал проєкті». Цим хлопцем виявився Джесс Ліндског, із захопленням прийняв пропозицію друзів. Оновлений квартет взявся за репетиції, але тут з'ясувалося, що не вистачає басиста. У студії Фредді, звісно, міг суміщати два обов'язки, проте на концертах це йому давалося важко. Тоді Джессу спала на думку ідея запросити в команду свого давнього друга Томаса Антонссона, який вже грав на басу в різних гуртах. Вп'ятьох гурт приступив до подальшої роботи над другим альбомом «The Prophet Of Evil». Диск з'явився на прилавках в серпні 2001 року і отримав дуже хороші огляди в пресі. «Nostradameus» зібралися було в європейське турне в компанії з «Edguy», але тут в силу особистих причин пішов Ліндског. Цього разу гурт виручив Томас, який запропонував кандидатуру свого друга Еско Салоу. В оновленому складі колектив вирушив на гастролі, минулі з великим успіхом. Влітку 2002 почалися сесії третього альбому, який вийшов трохи грубіше і важче своїх попередників.
Промотур «The Third Prophecy» музиканти провели в компанії «HammerFall» і «Masterplan». Десь у цей же час Джейк і Фредді замутили сайд-проєкт «Wiz», однак це не завадило виходу четвертої повнометражки, «Hellbound». Вже після її релізу з'ясувалося, що Перссон вирішив поєднати роботу в гурті з навчанням в поліцейській академії. Майкл же переметнувся в інший проєкт («Destiny»), і під час сесій «Pathway» його офіційно замінив Леннарт Спехт.

## Дискографія
- 2000 — Words Of Nostradameus
- 2001 — The Prophet Of Evil
- 2003 — The Third Prophecy
- 2004 — Hellbound
- 2007 — Pathway
- 2009 — Illusion's Parade